# Ladislav Svoboda (fotbalista, 1937)
Ladislav Svoboda (* 17. prosince 1937) je bývalý český fotbalový útočník. Začátkem 70. let emigroval do Spojených států amerických a usadil se v Chicagu. Jeho mladší bratr Rudolf Svoboda byl také prvoligovým fotbalistou.

## Hráčská kariéra
V domácí nejvyšší soutěži hrál za Spartak Praha Sokolovo (dobový název Sparty) a SONP Kladno. Zasáhl do 60 prvoligových utkání, v nichž dal 20 branek. Na jaře 1964 a na podzim 1964 hrál II. ligu za VCHZ Pardubice, ve druhé lize hrál také za Kladno.
Do Spartaku Praha Sokolovo přišel ze Spartaku Aritma Vokovice po sezoně 1959/60.

### Prvoligová bilance
| Ročník             | Zápasy | Góly | Minuty | Klub                      |
| ------------------ | ------ | ---- | ------ | ------------------------- |
| I. liga 1960/61    | 13     | 5    | 1 005  | TJ Spartak Praha Sokolovo |
| I. liga 1961/62    | 11     | 7    | 955    | TJ Spartak Praha Sokolovo |
| I. liga 1962/63    | 16     | 4    | 1 260  | TJ Spartak Praha Sokolovo |
| I. liga 1963/64    | 8      | 1    | 626    | TJ Spartak Praha Sokolovo |
| I. liga 1964/65    | 12     | 3    | 1 080  | TJ SONP Kladno            |
| CELKEM I. ČS. LIGA | 60     | 20   | 4 926  |                           |